# Parabotia banarescui
Parabotia banarescui és una espècie de peix de la família dels cobítids i de l'ordre dels cipriniformes.

## Hàbitat i distribució geogràfica
És un peix d'aigua dolça, bentopelàgic i de clima temperat, el qual viu a la Xina: el riu Iang-Tsé a Hubei.

## Amenaces
Les seues principals amenaces són la construcció de preses i la contaminació produïda per agroquímics.

## Observacions
És inofensiu per als humans.